# مونته سان جیوستو
مونته سان جیوستو (به ایتالیایی: Monte San Giusto) یک کومونه در ایتالیا است که در استان ماچه‌راتا واقع شده‌است. مونته سان جیوستو ۲۰٫۰ کیلومترمربع مساحت و ۸٬۲۰۹ نفر جمعیت دارد و ۲۳۶ متر بالاتر از سطح دریا واقع شده.